# Bisdom Wukari
Het bisdom Wukari is een rooms-katholiek bisdom met als zetel Wukari in Nigeria. Het bisdom is suffragaan aan het aartsbisdom Jos. Het bisdom werd opgericht op 14 december 2022, uit gebied van het bisdom Jalingo in de staat Taraba. Mark Maigida Nzukwein werd gewijd als eerste bisschop op 13 april 2023.
Jos (aartsbisdom) · Bauchi · Jalingo · Maiduguri · Pankshin · Shendam · Wukari · Yola